# ريتشارد ميلتون مارتن
ريتشارد ميلتون مارتن (بالإنجليزية: Richard Milton Martin)‏ هو فيلسوف أمريكي، ولد في 1916 في كليفلاند في الولايات المتحدة، وتوفي في 22 نوفمبر 1985 في ميلتون في الولايات المتحدة.